# 津国汽船
津國汽船株式会社（つくにきせん）は、かつて存在した海運会社。岡山県玉野市に本社を持ち、瀬戸内海でフェリーを運航していた。
社名の津國は創業者・経営者の苗字に由来する。利用者減・燃料費高騰などが経営を圧迫し2012年5月31日に岡山地方裁判所に自己破産を申請、負債総額は4億7000万円。翌6月1日に航路休止を中国運輸局に届け出、同日破産手続開始決定となった（登記簿で確認済み）。

## 航路

### 経営破綻時点での航路
- 宇野港 - 直島（風戸港）
  - 1日8往復、航路距離3.5km、所要15分。日曜日・祝日は運休。車なしの徒歩客の利用は不可（同区間を並行する四国汽船のフェリーも同様）。半数の4往復は危険物優先便のため乗用車の利用はできない場合がある。

- 航路ではないが、豊島の産業廃棄物を直島の中間処理場へ輸送する船の船員も派遣していた[1]。

### 過去の航路
- 宇野港 - 高松港（宇高航路）
1959年に開設、日本通運と提携の上、「日通フェリー」として運航する（それ以前も個人事業として車を運んでいた）[2]。最盛期は4隻32往復で運航していた。競合する宇高国道フェリーが当初から車なしでの利用も認めていたのに対し、後年まで車なしの徒歩客は利用できなかった。1984年6月に日本通運から航路の免許を引継ぎ自社の運航となり、「本四フェリー」の名称に改めた[2]。2004年3月1日からは津国汽船は自社船を売却し、四国フェリーの船（第八十玉高丸）を使用して共同運航化。しかし、高速道路の割引で利用者が減少したことから2009年4月1日をもって航路から撤退した[2]。

## 就航船
同社の船は「日通丸」の名前が付けられていた。
- 第十一日通丸[3][4]

1967年12月進水、新浜造船建造。
448→625.21総トン、全長40.8→55.00m、型幅10.50m、型深さ4.05m、ディーゼル1基、機関出力1,500ps、航海速力12.0ノット、旅客定員292（宇高航路）→30（風戸航路）名、積載台数トラック15台。
1977年船体延長、建造後40年以上が経過した船を使用していた。

### 過去の在籍船
2004年の四国フェリーとの共同運航化により宇高航路の船は引退となった。1990年建造の第十八日通丸を除き古い船が主体であった。
- 第一日通丸[5]

1955年12月進水、木造。
41.33総トン、全長19.30m、型幅6.05m、型深さ3.00m、焼玉機関1基、機関出力75hp、航海速力7ノット、旅客定員12名。
- 第二日通丸[5]

1958年5月進水、木造。
73.32総トン、全長23.00m、型幅7.00m、型深さ3.20m、焼玉機関1基、機関出力120hp、航海速力8ノット、旅客定員12名。

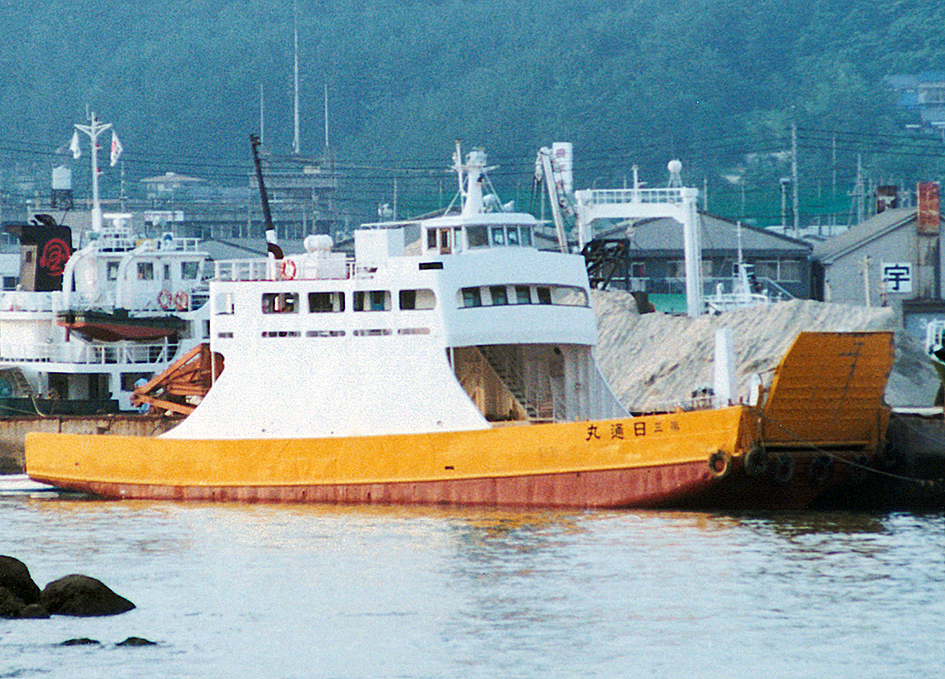
第三日通丸
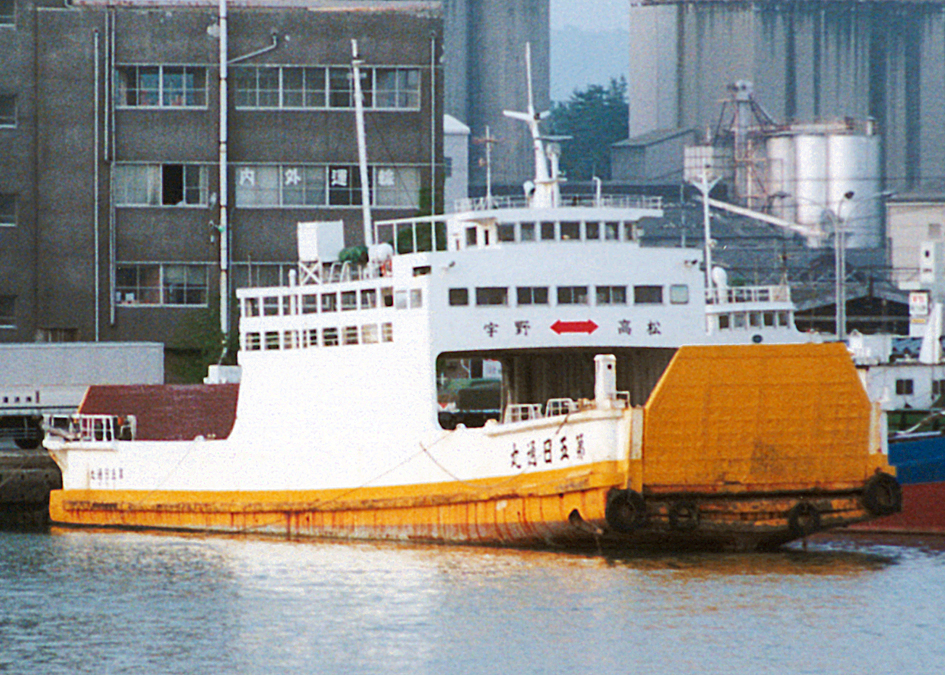
第五日通丸
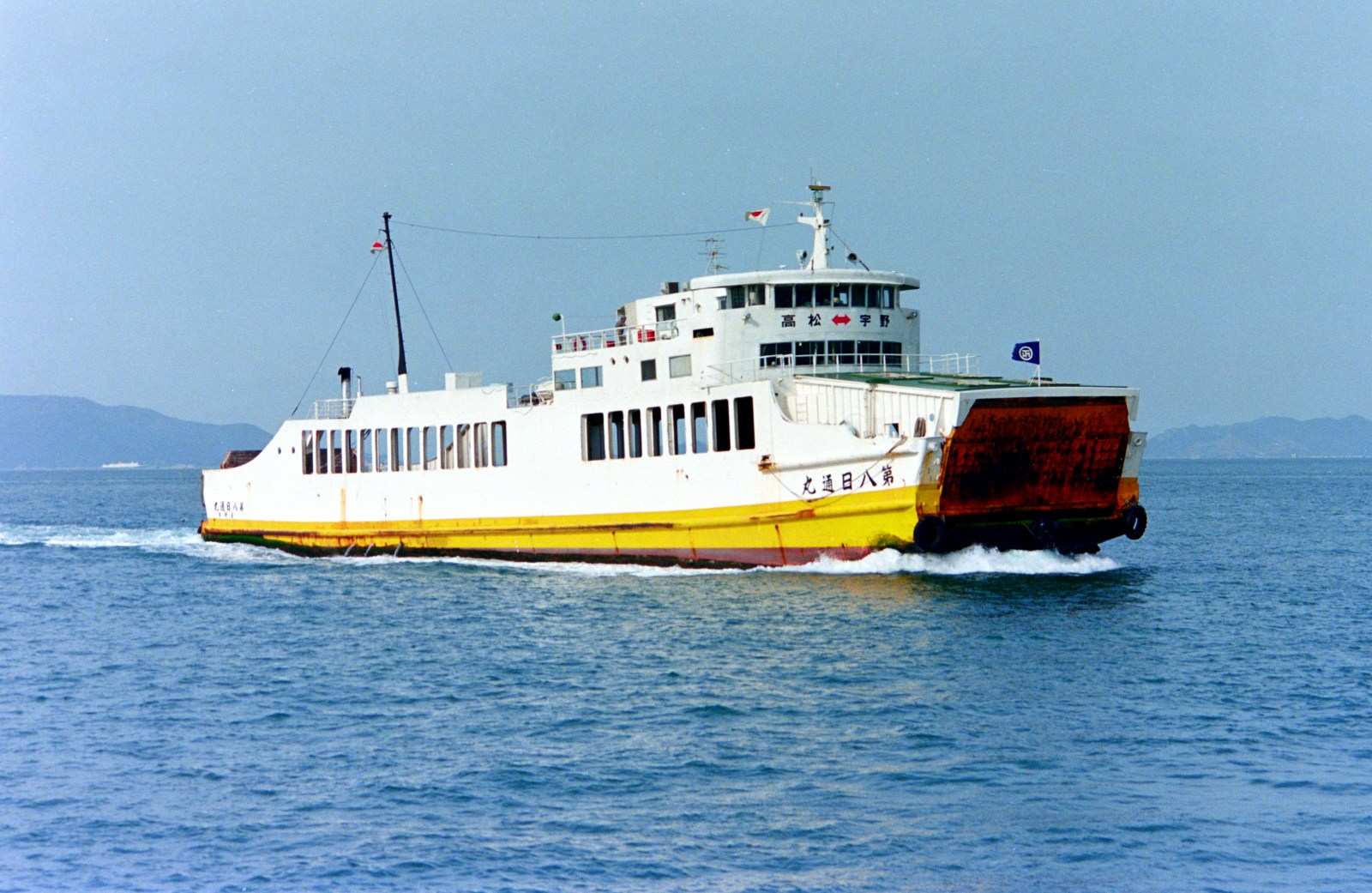
第八日通丸 (1988年)
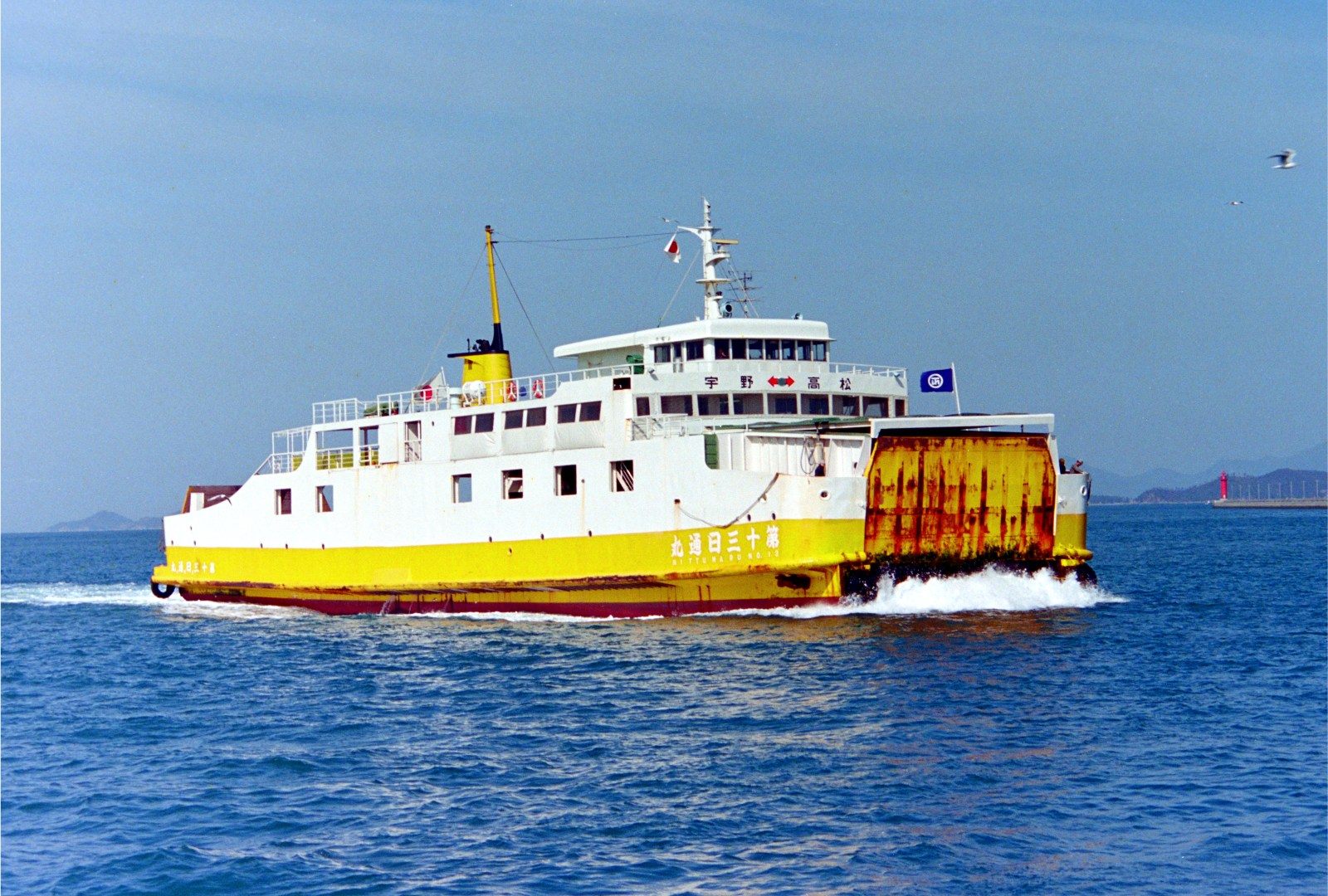
第十三日通丸 (1988年)
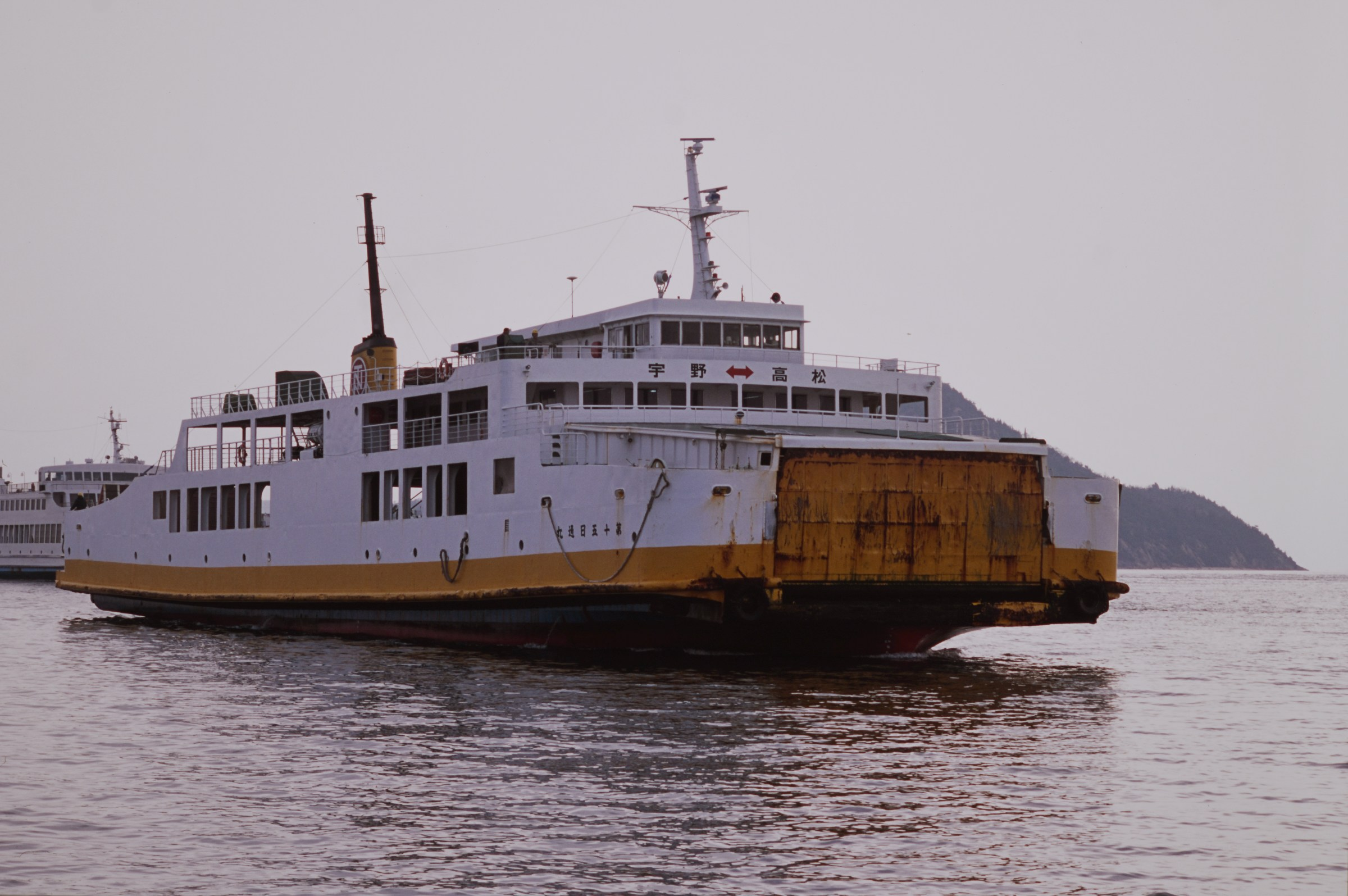
第十五日通丸 (2003年)
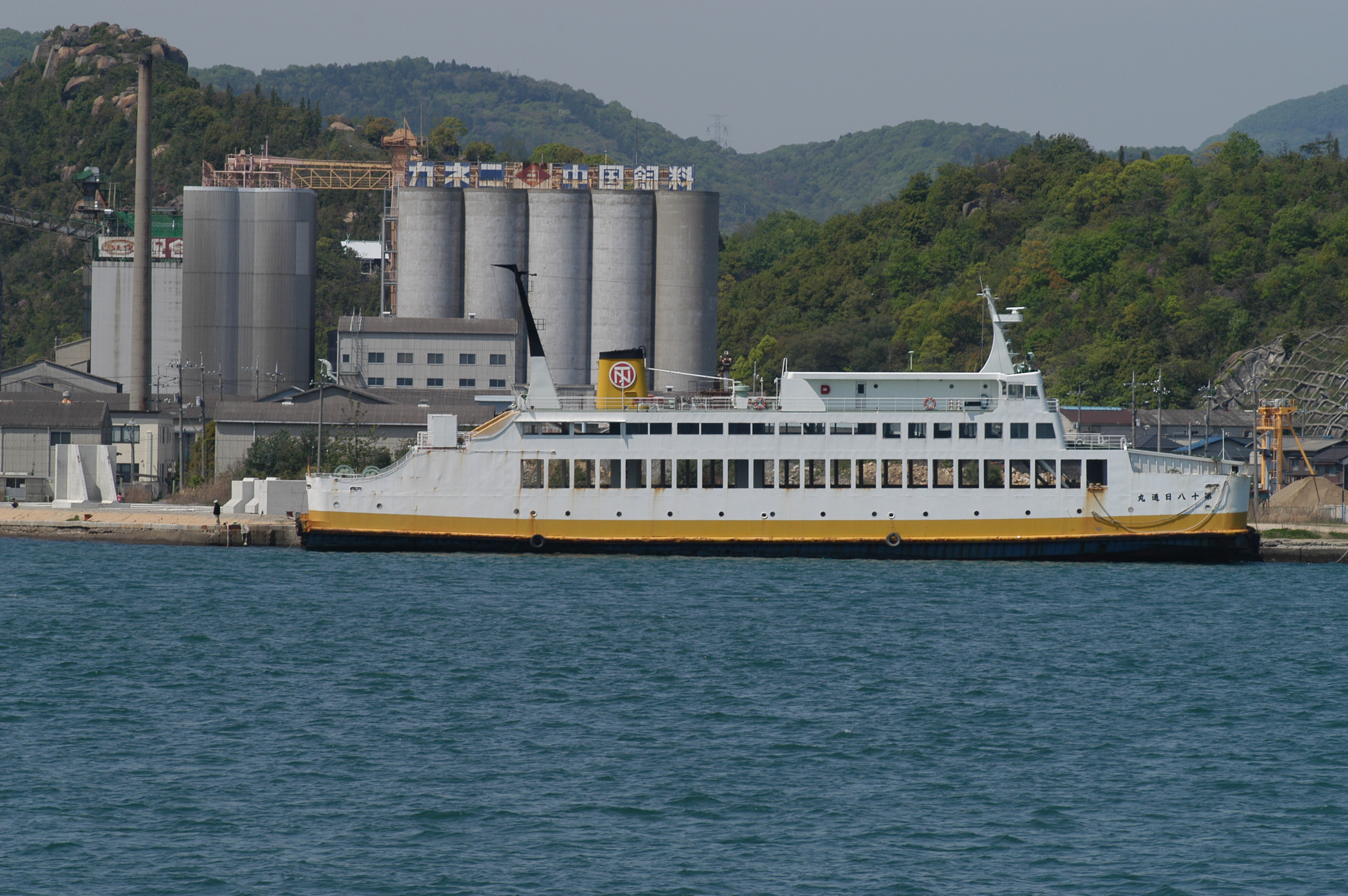
第十八日通丸（2004年）

1961年5月進水、今治造船建造。
173.00→199.18総トン、全長31.63m、型幅8.00m、型深さ3.00m、ディーゼル1基、機関出力420ps、航海速力9ノット、旅客定員85名。
2007年に引退、フィリピンに売船され回航中に荒天に巻き込まれ沈没。
- 第五日通丸[4]

1963年12月進水、浮田造船建造。
381.61総トン、全長44.50m、型幅10.00m、型深さ3.60m、ディーゼル1基、機関出力1,250ps、航海速力11ノット、旅客定員85名、積載台数中型車15台。
1997年日本船舶明細書より削除。
- 第八日通丸[3][4]

1965年5月進水、浮田造船建造。
436→588総トン、全長35.6→59.30m、型幅11.00m、型深さ3.48m、ディーゼル1基、機関出力1,250ps、航海速力11ノット、旅客定員85名、積載台数トラック19台。
1965年5月進水、1985年船体延長、2004年四国フェリー共同運航に伴い引退。
- 第十三日通丸[4]

1976年1月進水、神原造船建造。
629.79総トン、全長54.0m、型幅11.40m、型深さ4.20m、ディーゼル1基、機関出力1,700ps、航海速力12.0ノット、旅客定員250名、積載台数トラック22台。
2004年四国フェリー共同運航に伴い引退し、2005年フィリピンへ売却。
- 第十五日通丸[4]

1982年5月進水、西大寺造船所建造。
693.43総トン、全長60.95m、型幅13.90m、型深さ4.20m、ディーゼル2基、機関出力3,200ps、航海速力11.0ノット、旅客定員280名、積載台数トラック30台。
2004年四国フェリー共同運航に伴い引退。
- 第十八日通丸[4]

1989年11月進水、西大寺造船所建造。
699→975総トン、全長60.95m、型幅13.90m、型深さ4.00m、ディーゼル2基、機関出力2,800ps、航海速力12.0ノット、旅客定員285名、積載台数トラック30台。
西大寺造船所建造、2004年四国フェリー共同運航に伴い引退し、加藤汽船に売船後「ふじ丸」に改名、宇高国道フェリーに用船され予備船として運航。2008年にインドネシアに売却。
- 第三日通丸
- 第五日通丸
- 第八日通丸 (1988年)
- 第十三日通丸 (1988年)
- 第十五日通丸 (2003年)
- 第十八日通丸（2004年）